# Informační a komunikační technologie ve vzdělávání

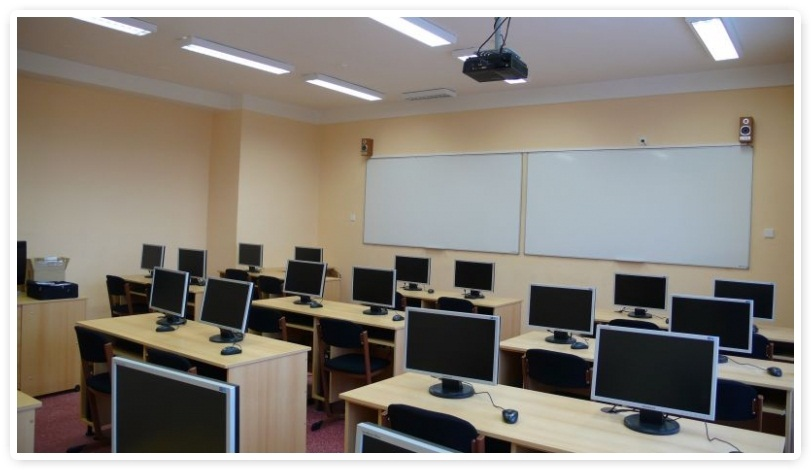
ICT učebna

ICT ve vzdělávání je vzdělávací systém, jehož prostřednictvím je realizována systematická snaha o modernizaci vzdělávání s ohledem na rozvoj informační společnosti.

## Základní cíle
1. zajištění kvalitního ICT vzdělávání učitelů (rozvoj informační a počítačové gramotnosti)
2. rozvoj schopností ICT didakticky zakomponovat do výuky jednotlivých předmětů
3. zajistit dostupnost technologií (dodávka a správa hardware, připojení k internetu)

Využívání ICT ve vzdělávání není vázáno pouze na jeden konkrétní předmět. ICT lze využívat při výuce matematiky, chemie, jazyka českého, němčiny, fyziky, techniky, přírodopisu, občanské výchovy, hudební výchovy atp.

## ICT koordinátor
Využívání ICT ve vzdělávání na školách řídí tzv. "ICT koordinátoři". Zpravidla se jedná o učitele – metodik ICT, který je schopen ve své škole, případně v okolních „malých“ školách kvalifikovaně:
- metodicky pomáhat kolegům v integraci ICT do výuky většiny předmětů,
- doporučovat a koordinovat další ICT vzdělávání pedagogických pracovníků,
- koordinovat užití ICT ve vzdělávání,
- koordinovat nákupy a aktualizace software,
- zpracovávat a realizovat v souladu se školním vzdělávacím programem ICT plán školy,
- koordinovat provoz informačního systému školy.

Jeho úkolem je i postavit reálný plán rozvoje služeb ICT na škole. ICT koordinátor musí mít absolvované studium k výkonu specializovaných činností – koordinace v oblasti informačních a komunikačních technologií (vyhláška č. 317/2005 Sb. § 9 a)). Cílem studia je prohloubit a rozšířit kompetence absolventa k metodickému vedení ostatních učitelů školy v oblasti účelného využití ICT ve vzdělávacím procesu, tvorby ICT plánu a kvalifikovaného plánování a řízení naplnění standardu ICT služeb.

### Interaktivní výuka
Jedná se o novou metodu výuky na ZŠ a SŠ, mající několik hlavních cílů. Nejvýznamnějším cílem je nabídnout žákům zábavnější a méně stereotypní formu výuky, a tím zvýšit jejich motivaci k učení. Dalším cílem je zapojit do procesu učení samotné žáky – ty již nemají být jen pasivními posluchači, ale mají spoluvytvářet výuku a aktivně se zapojovat do procesu vzdělávání.
Nejčastěji probíhá pomocí interaktivní učebnice a interaktivní tabule.